# Marmorkrötchen

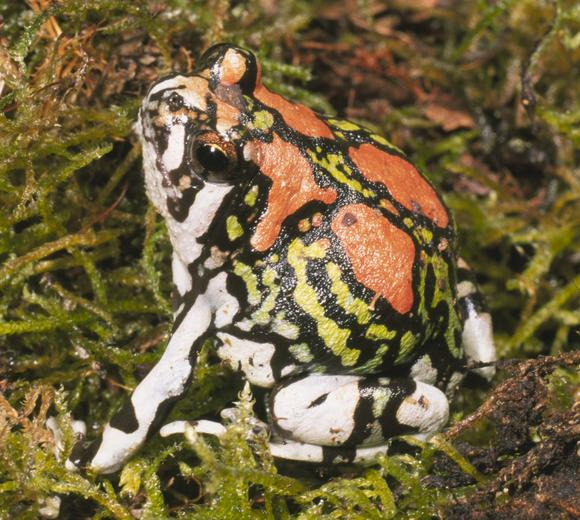
Rotes Marmorkrötchen (Scaphiophryne gottlebei)

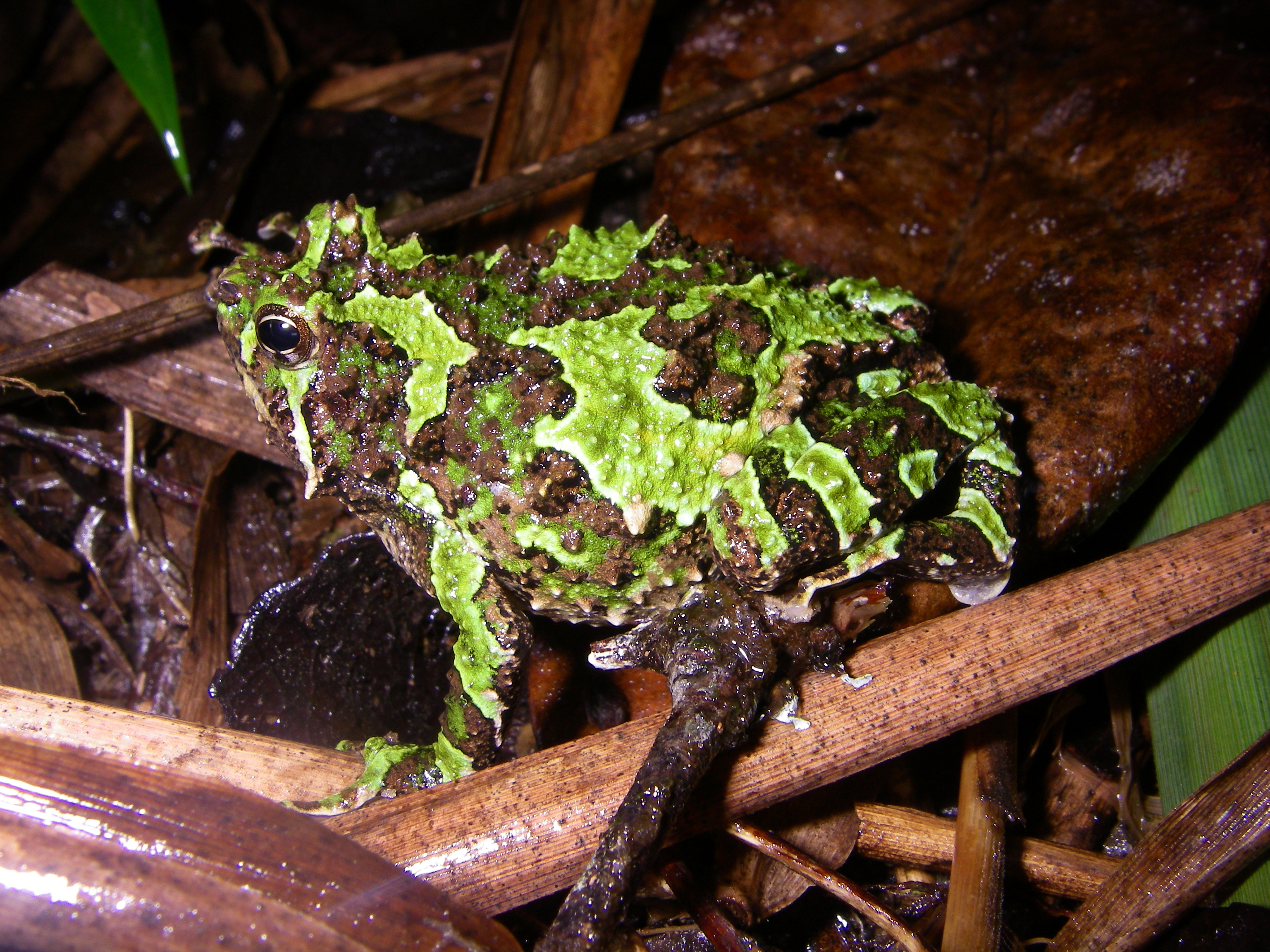
Stachliges Marmorkrötchen (Scaphiophryne spinosa)

Die Marmorkrötchen (Scaphiophryne, von griechisch skaphĭon = kleines Boot und Φρύνη - Phrýnē = Kröte) sind eine Amphibien-Gattung aus der Familie der Engmaulfrösche.

## Beschreibung
Die Pupillen sind horizontal. Die Zunge ist elliptisch, ganzrandig und hinten frei abhebbar. Gaumenzähne fehlen. Vor dem Schlund sind zwei quere Hautfalten vorhanden. Das Trommelfell ist unsichtbar. Die Finger sind frei und an den Spitzen zu großen, herzförmigen Haftscheiben verbreitert. Die Zehen sind an ihrer Basis durch eine Schwimmhaut verbunden. Diese ist nicht zwischen die Metatarsen der 4. und 5. Zehe eingreifend. Die Spitzen der Zehen sind verbreitert. Die knöchernen Endphalangen der Finger sind T-förmig, die der Zehen einfach. Praecoracoide sind vorhanden, aber nur schwach entwickelt. Das Omosternum fehlt, das Sternum ist knorpelig. Die Querfortsätze des Sacralwirbels sind schwach verbreitert.

## Vorkommen
Die Gattung ist auf Madagaskar endemisch.

## Systematik
Die Gattung Scaphiophryne wurde 1882 von George Albert Boulenger erstbeschrieben. Ein Synonym ist Pseudohemisus Mocquard, 1895. Sie umfasst 9 Arten:
- Scaphiophryne boribory Vences, Raxworthy, Nussbaum & Glaw, 2003
- Scaphiophryne brevis (Boulenger, 1896)
- Scaphiophryne calcarata (Mocquard, 1895)
- Scaphiophryne gottlebei Busse & Böhme, 1992 Rotes Marmorkrötchen[5][6]
- Scaphiophryne madagascariensis (Boulenger, 1882)
- Scaphiophryne marmorata Boulenger, 1882, Grünes Marmorkrötchen[7][8]
- Scaphiophryne matsoko Achille P. Raselimanana, Christopher J. Raxworthy, Franco Andreone, Frank Glaw & Miguel Vences, 2014[9]
- Scaphiophryne menabensis Glos, Glaw & Vences, 2005
- Scaphiophryne spinosa Steindachner, 1882, Stachliges Marmorkrötchen[10]